# Okavango

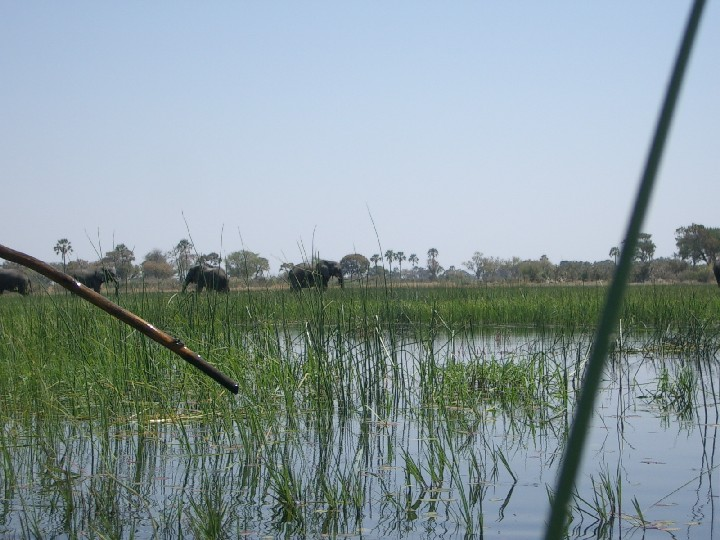
L'Okavango

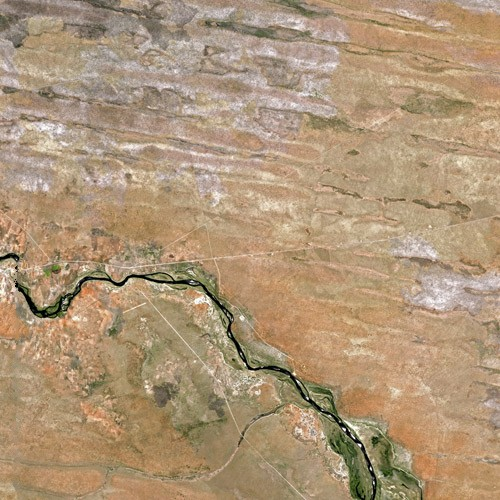
L'Okavango vist des del satèl·lit Spot

L'Okavango, Okawango, Cubango o Kubango és el tercer riu d'Àfrica austral per la seva llargada (entre 1.600 i 1.800 km). El seu origen és a la ciutat de Nova Lisboa, a Angola central. Travessa Namíbia fins a formar un delta continental a Botswana. Les aigües de l'Okavango tenen la particularitat de l'endorreisme, no arriben al mar i formen el gran delta de l'Okavango dins del desert de Kalahari. Té una conca de 720.000 km². El seu cabal mitjà al delta és de 475 m³/s (similar al de l'Ebre).

## Crescuda
A la zona d'Angola el màxim pluviomètric és al gener però les aigües altes tarden un mes a recórrer els primers 1.000 km, després tarden quatre mesos a filtrar-se i arriben al delta al juny coincidint amb l'estació seca de Botswana per això el riu atrau una gran quantitat de vida silvestre. Abans d'entrar al Kalahari el riu presenta una sèrie de ràpids (els Popa) visibles quan l'aigua està baixa durant l'estació seca.

## Problemàtica de l'aigua
Namíbia i Botswana reben molt poques precipitacions durant l'any. Namíbia ha construït un canal d'aigua de 300 km de llargada i té previst utilitzar una canonada de 250 km per extreure aigua del riu. A Botswana en canvi es fa servir el delta per al turisme i com a font d'aigua. Segons el ministeri de l'aigua de Botswana el 97% de l'aigua del riu es perd per evaporació i es poden permetre extraccions. Namíbia diu que només volen capturar el 0,5% del cabal de l'Okavango. L'any 1994 els dos països van signar l'acord o Comissió OKACOM.